# Milchaufschäumer

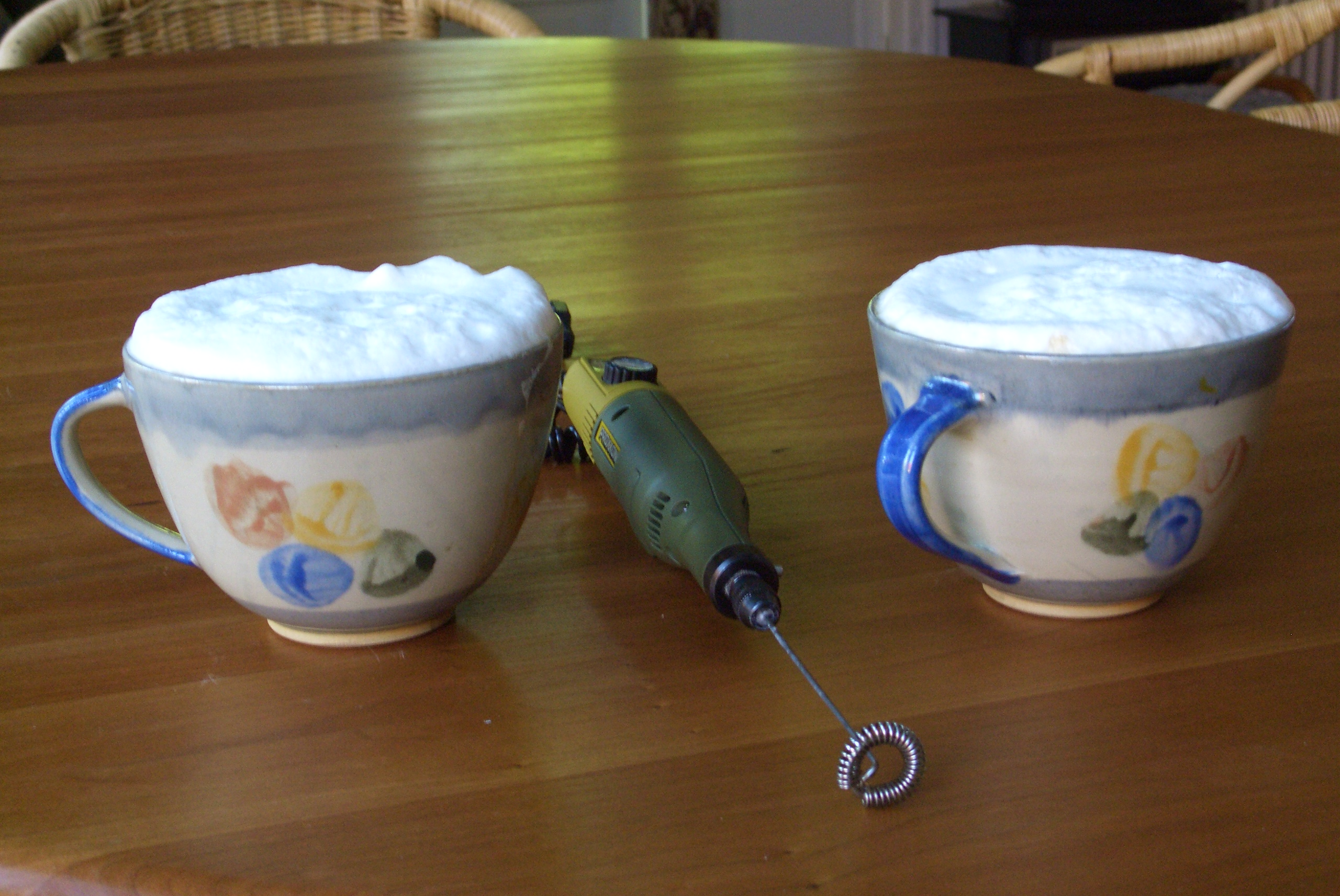
Zwei Cappuccinos und ein elektrischer Milchaufschäumer

Benutzung eines Milchaufschäumers

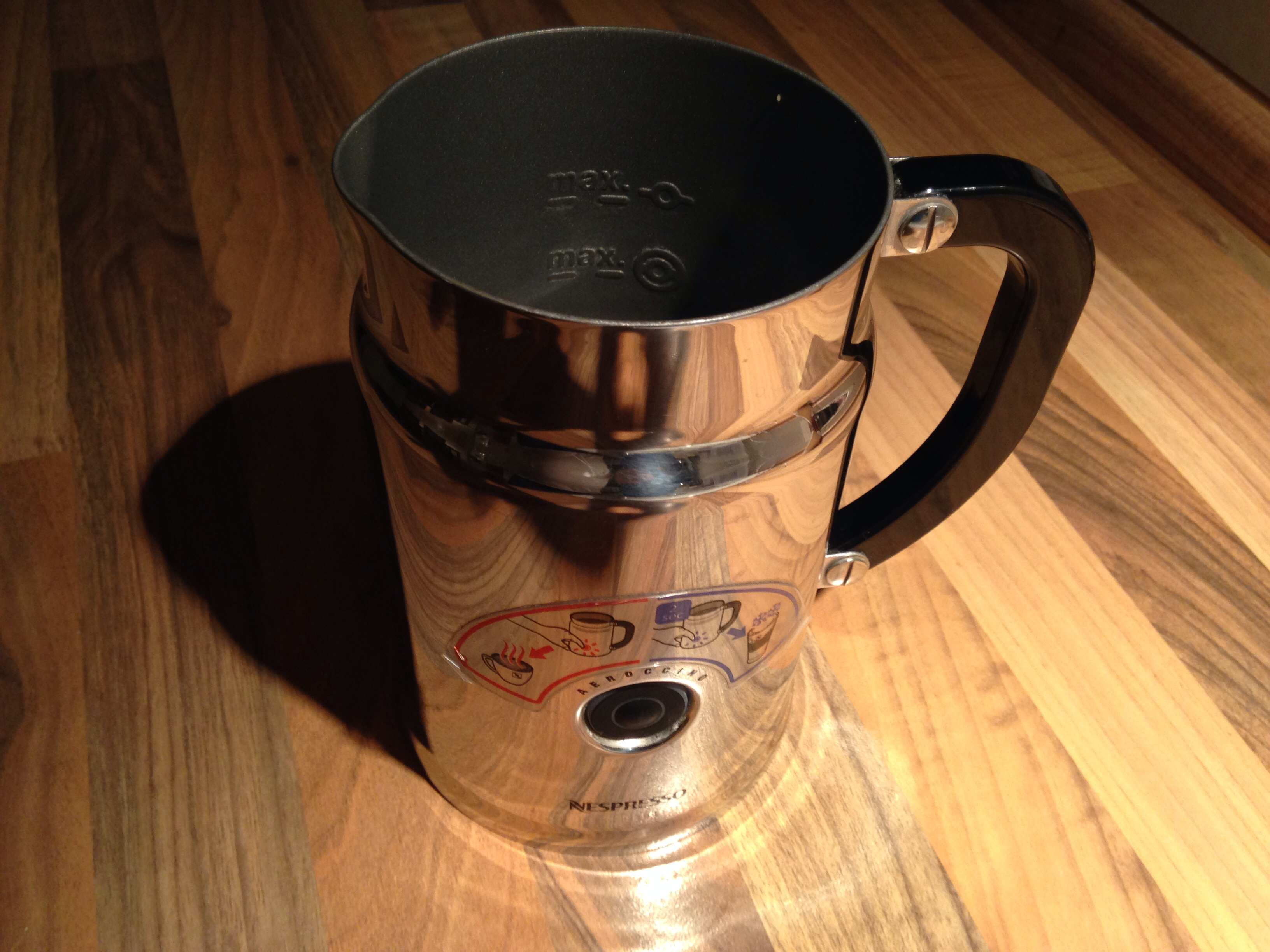
Topf-Milchaufschäumer

Ein Milchaufschäumer oder Milchschäumer ist ein Küchengerät zum Erzeugen von Milchschaum. Es gibt den Milchaufschäumer in verschiedenen Ausführungen: Als elektrische Variante, bei der eine Art kleiner Schneebesen durch einen Motor in Rotation versetzt wird. 
Daneben gibt es manuelle Milchaufschäumer, bei denen durch Hin- und Herbewegen eines Siebes durch die Milchoberfläche Luft in die Milch hineingeschäumt wird. Bei letzterem muss ca. eine Minute gewartet werden, bis sich ein fester Milchschaum bildet. 
Neben diesen Geräten gibt es auch Milchaufschäumer in Kaffeevollautomaten, wie den Pannarello, bei dem Milch in einem Gefäß durch heißen Dampf aufgeschäumt wird, und den Cappuccinatore, bei dem Milch in den Kaffeevollautomaten gesaugt und fertig aufgeschäumt wieder abgegeben wird.
Diesen Cappuccinatore gibt es auch als entkoppeltes „Standalone“-Gerät mit eigenem Dampferzeuger. Geräte, welche die Milch einsaugen, haben jedoch den Nachteil, dass sie nach jeder Benutzung von innen gereinigt werden sollten, damit die Vermehrung von Keimen verhindert wird. Schläuche und Innenteile sollten daher abnehmbar bzw. leicht zugänglich sein.
Milchschaum kann aus unterschiedlichen Milchsorten hergestellt werden, wobei dabei die Ergebnisse unterschiedlich ausfallen können. Grundsätzlich kann mit Hilfe von Milchschäumern aber Vollmilch, Rohmilch, fettarme Milch (1,5 %), fettfreie Milch (0,1 %), Sojamilch oder laktosefreie Milch geschäumt werden.